# Xylometer
Ein Xylometer (griechisch Holzmesser) ist eine Vorrichtung zum Bestimmen des Volumens eines Holzstücks in der Forstwirtschaft. Es basiert auf dem archimedischem Prinzip. Das Xylometer besteht aus einem wassergefüllten Überlaufgefäß, das bis zum Auslauf gefüllt ist. Bei Eintauchen der Holzstücke läuft das verdrängte Wasser in einen Messzylinder, mit dem das Volumen abgelesen werden kann.